# Augsburg (Schiff, 1989)
Die Augsburg befand sich von 1989 bis 2019 im Dienst der Deutschen Marine und war dort die siebte Fregatte der Bremen-Klasse. Sie trug den Namen der bayerischen Großstadt Augsburg. Namensvorgänger waren der Kleine Kreuzer Augsburg der Kaiserlichen Marine und die Fregatte Augsburg der Bundesmarine.
In Anspielung auf die Seeräuberbande in dem von der Augsburger Puppenkiste aufgeführten Theaterstück Jim Knopf und die Wilde 13 lautete ihr Spitzname „Wilde 13“.

## Geschichte
Die Augsburg gehörte zunächst dem 2. Fregattengeschwader an. Am 9. Januar 2006 wurde sie dem 4. Fregattengeschwader unterstellt. Die Augsburg war unter anderem mehrfach im Rahmen der Operation Enduring Freedom am Horn von Afrika und im Mittelmeer unterwegs.
Von 3. April 2013 bis 30. August 2013 war die Augsburg unter Fregattenkapitän Bernhard Veitl für fünfeinhalb Monate in der Operation Atalanta eingesetzt.
Am 11. Februar 2014 verließ die Augsburg zusammen mit den Fregatten Hamburg (Verbandsflaggschiff) und Mecklenburg-Vorpommern, der Korvette Oldenburg und dem Einsatzgruppenversorger Frankfurt am Main ihren Heimathafen Wilhelmshaven (Marinestützpunkt Heppenser Groden), um am jährlichen Einsatz- und Ausbildungsverband (EAV) der Marine teilzunehmen. Bis zum Ende des EAV am 20. Juni 2014 in Kiel sollte sie an mehreren Manövern zwischen nördlichen Polarkreis und dem Äquator teilnehmen. Dabei sollten 13 Häfen in 9 Ländern angelaufen werden.
Am 9. April 2014 erhielt die Augsburg den Auftrag, das US-amerikanische Spezialschiff Cape Ray im östlichen Mittelmeer zu schützen, auf dem syrische Chemiewaffen vernichtet wurden. Für diese Aufgabe wurde sie aus dem EAV entlassen.
Ab 20. November 2015 verließ die Augsburg ihren Heimathafen Wilhelmshaven, um zusammen mit dem Einsatzgruppenversorger Berlin an dem EU-Einsatz EU NAVFOR Med – Operation Sophia teilzunehmen, wurde jedoch schon am 3. Dezember durch das Minenjagdboot Weilheim ersetzt.
Am 6. Dezember 2015 trat die Augsburg ihren Dienst zum Schutz des französischen Flugzeugträgers Charles de Gaulle im Einsatz gegen den Islamischen Staat an. Am 11. März 2016 wurde die Fregatte von ihrem Schutzauftrag entbunden und aus dem Trägerverband herausgelöst. Die Besatzung wurde vom CTG mit der Französischen Einsatzmedaille ausgezeichnet. Am 24. März lief sie wieder in ihren Heimathafen ein.
Am 30. August 2016 lief die Augsburg wiederum zum Einsatz Counter-Daesh aus, um sich am 14. September im Mittelmeer dem französischen Trägerverband um die Charles De Gaulle anzuschließen. Am 14. November wurde die Fregatte aus dem Trägerverband herausgelöst und machte sich wieder auf den Rückmarsch. Dabei nahm sie noch für vier Tage an der Seeraumüberwachungsaktion Operation Sea Guardian der NATO teil. Am 25. November 2016 lief die Augsburg wieder in Wilhelmshaven ein.
Am 17. September 2018 lief die Augsburg aus ihrem Heimathafen zum Einsatz EUNAVFOR MED ins Mittelmeer aus und löste dort den Tender der Klasse 404 Mosel ab. Am 26. September 2018 erfolgte die Übergabe im Hafen von Cagliari auf Sardinien ab. Nach fünf Monaten kehrte das Schiff zurück in seinen Heimathafen.
Am 18. Dezember 2019 wurde das Schiff nach einer Dienstzeit von über 30 Jahren und ca. 767.000 gefahrenen Seemeilen außer Dienst gestellt.

## Galerie

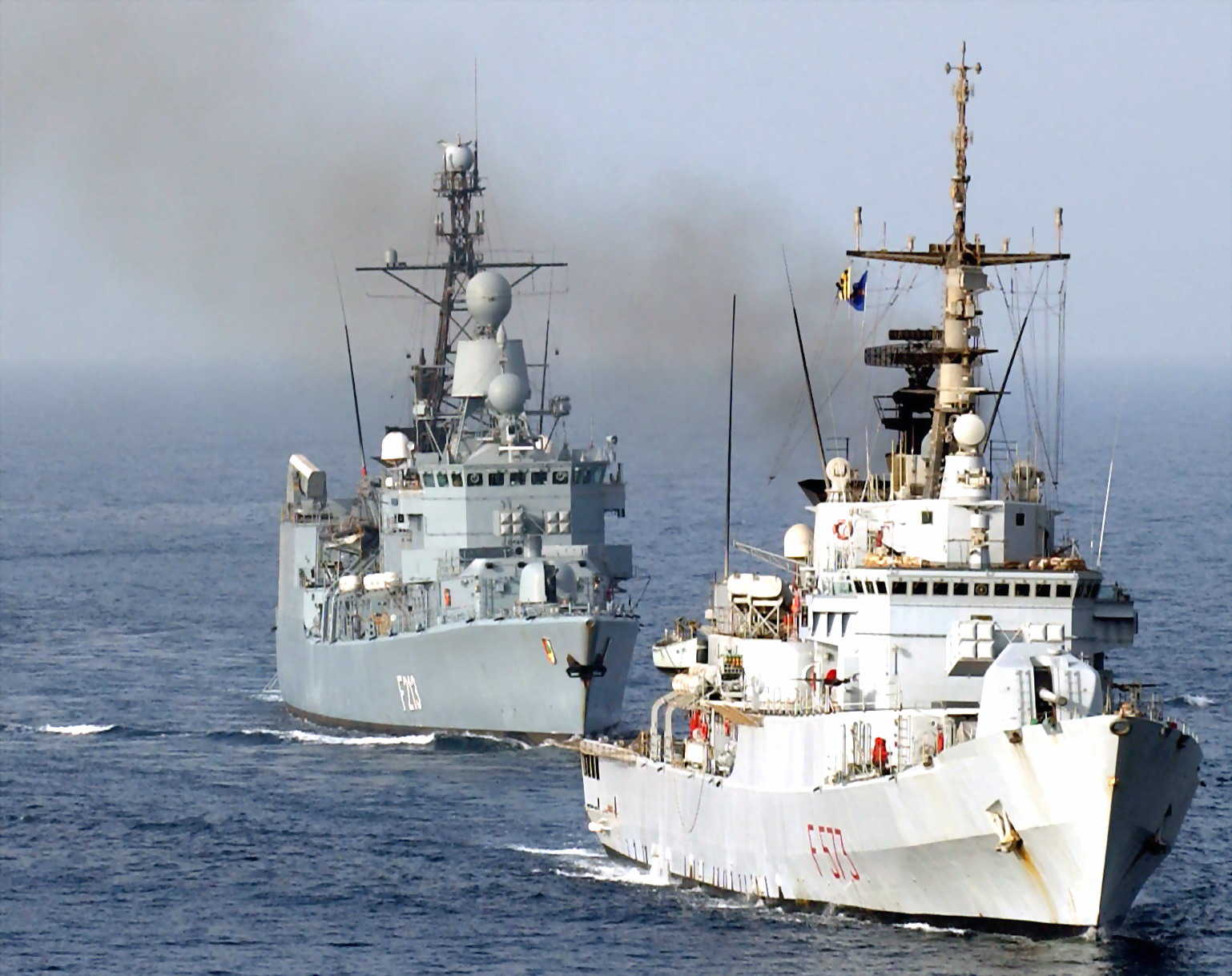
Augsburg (links) mit der italienischen Fregatte Scirocco
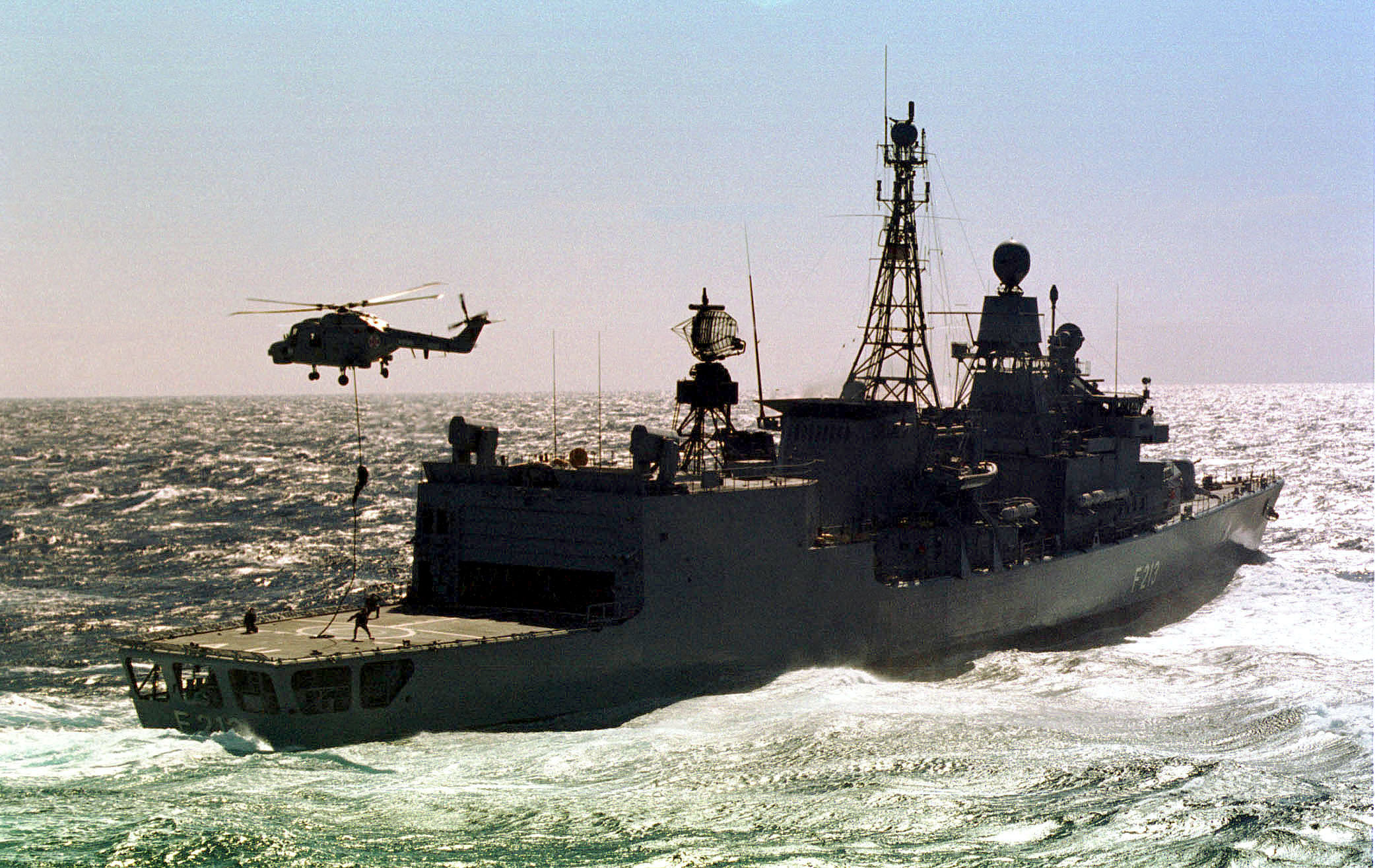
Abseil-Übung mit einem Sea-Lynx-Hubschrauber
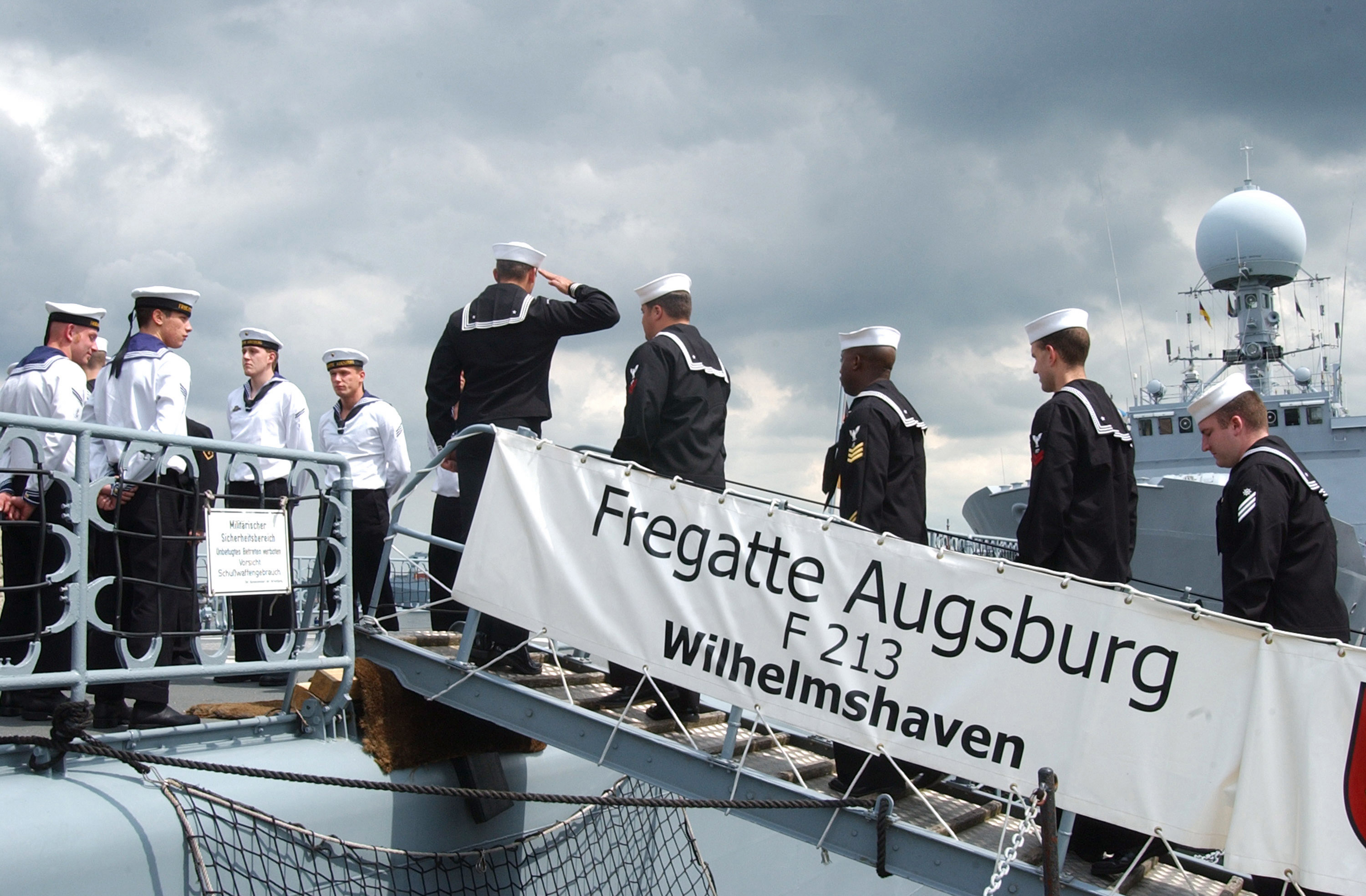
US-Matrosen zu Besuch auf der Augsburg
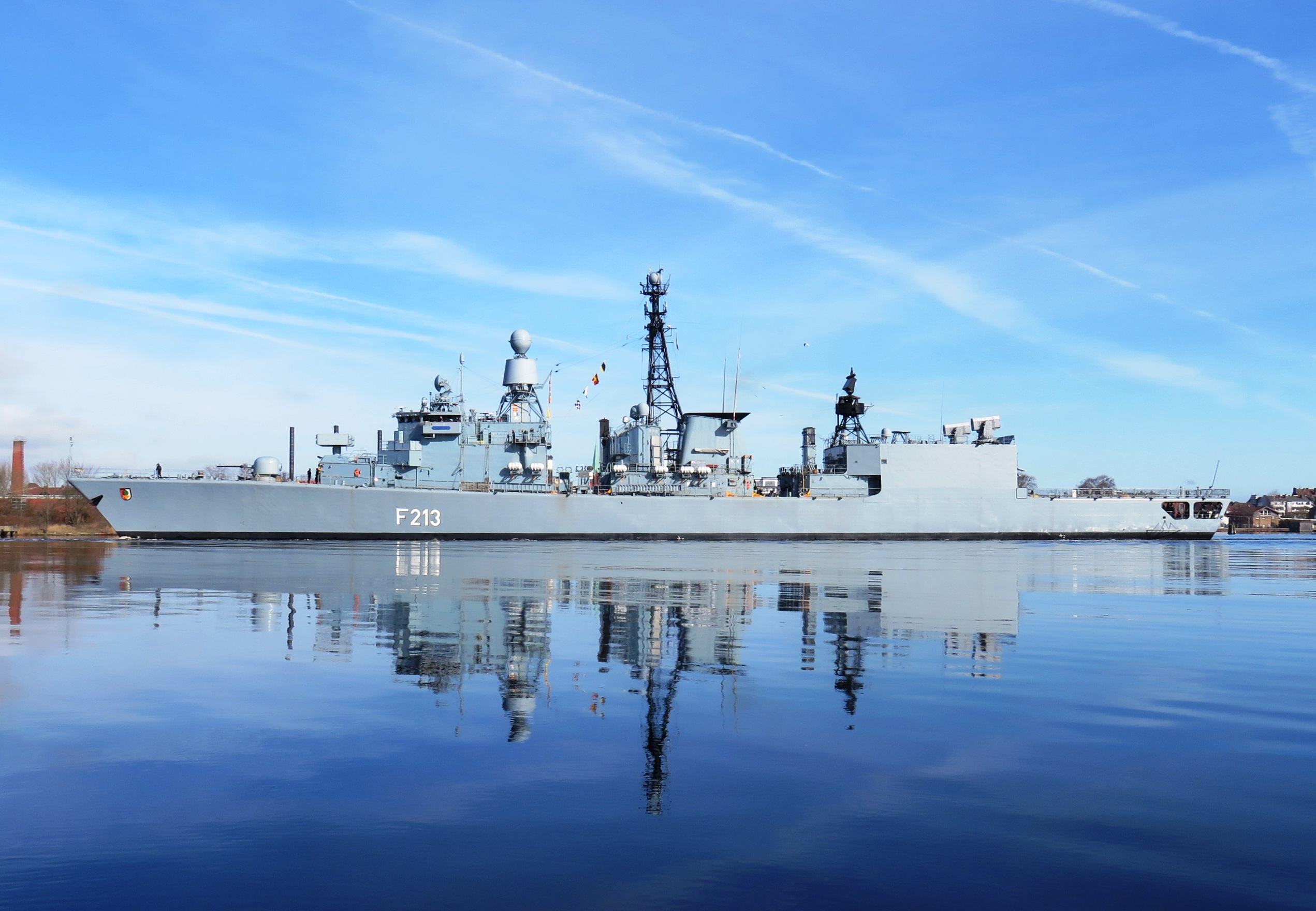
Die Augsburg bei einer magnetischen Vermessung in Wilhelmshaven

## Kommandanten
| Nr. | Name                                     | Beginn der Amtszeit | Ende der Amtszeit  |
| --- | ---------------------------------------- | ------------------- | ------------------ |
| 13. | Fregattenkapitän Mathias Rix             | 3. September 2018   | 18. Dezember 2019  |
| 12. | Fregattenkapitän Marco Taedcke           | 13. Mai 2016        | 3. September 2018  |
| 11. | Fregattenkapitän Jörg Mascow             | 19. September 2013  | 13. Mai 2016       |
| 10. | Fregattenkapitän Bernhard Veitl          | 22. Juni 2010       | 19. September 2013 |
| 9.  | Fregattenkapitän Christoph Mecke         | 12. September 2008  | 22. Juni 2010      |
| 8.  | Fregattenkapitän Frank H. P. Hünten      | 26. September 2005  | 12. September 2008 |
| 7.  | Fregattenkapitän Ralph Grabow            | 7. April 2003       | 26. September 2005 |
| 6.  | Fregattenkapitän Henry W.A. Grove        | 12. Januar 2001     | 7. April 2003      |
| 5.  | Fregattenkapitän Joachim Geffers         | 29. Juni 1998       | 12. Januar 2001    |
| 4.  | Fregattenkapitän Günter Kramer           | 4. Januar 1996      | 29. Juni 1998      |
| 3.  | Fregattenkapitän Lorenz Hamann           | 29. Juni 1993       | 4. Januar 1996     |
| 2.  | Fregattenkapitän Burkhard Poost          | 26. September 1991  | 29. Juni 1993      |
| 1.  | Fregattenkapitän Friedrich Tile von Kalm | 1. Oktober 1988     | 26. September 1991 |